# Tubariella rhizophora
Tubariella rhizophora är en svampart som beskrevs av E. Horak & Hauskn. 2002. Tubariella rhizophora ingår i släktet Tubariella och familjen Bolbitiaceae.   Inga underarter finns listade i Catalogue of Life.